# 楊守阯
杨守阯（1436年—1512年），字维立，号碧川，明朝浙江鄞县（今浙江省宁波市鄞州區）人，成化乙酉浙江解元、戊戌榜眼，官至南京吏部尚書。曾任《大明会典》副总裁。

## 生平
成化元年（1465年）乙酉科乡试第一（解元），成化十四年（1478年）登戊戌科一甲第二名进士（榜眼），授翰林院編修，官翰林院侍读学士，南京吏部右侍郎。曾掌管两京（南京、北京）翰林院。后诏加吏部尚书致仕。正德七年（1512年）卒。朝廷追贈太子少保，賜祭葬如例。

## 著作
文：
- 《重新杭州府儒学记》

著作：
- 《碧川文选》
- 《浙元三会录》
- 《碧川文选》（或称《碧川文钞》）
- 《困学寘闻录》

诗：
- 《碧鲜坛》

## 家族
曾祖楊浩卿。祖父楊九疇。父亲杨自惩，曾任倉副使，贈编修。母张氏，封太孺人。永感下。杨守阯為杨自惩之次子。长兄杨守陈、从弟杨守随、杨守隅，子杨茂元均为进士出身，有“一门五进士”之谓。守陳、守阯二人皆中解元，登進士，入翰林，對署辦公，文學議論，名重一時，為朝野佳話。